# Варнье, Режис
Режи́с Варнье́ (фр. Régis Wargnier; родился 18 апреля 1948, Париж) — французский кинорежиссёр, сценарист и актёр. С 2007 года является членом Академии изящных искусств.

## Биография
Родился 18 апреля 1948 года в Меце. Сын пехотного офицера Жильбера Варнье и Клод Вуазар, он учился в Париже в Лицее Сен-Жан-де-Пасси и Сен-Луи де Гонзаг.
В 1969 году, получив степень бакалавра в области классической литературы и магистра греческого языка на факультете литературы в Университете Западного Парижа — Нантер-ля-Дефанс, он открыл фотостудию. В 1971 году он прошёл свою первую стажировку у Клода Шаброля на съемочной площадке фильма Чудовищная декада. Затем он стал помощником режиссёра, помощником оператора, а затем генеральным менеджером. В 1972 году он был режиссёром второй труппы в фильме Мишеля Девиля «Женщина в голубом». Два года спустя он работал над фильмом «Нада» Клода Шаброля.
В 1986 году он снял свой первый фильм «Женщина жизни» (La Femme de ma vie), который принес ему премию «Сезар» за лучшую первую работу. Затем он снял «Я в замке король» (Je suis le lord du château"), далее в 1991 году снял историческую и романтическую картину «Индокитай», которая имела большой успех во Франции и за рубежом и принесла ему премию «Оскар» за лучший фильм на иностранном языке и пять премий «Сезар», включая номинацию лучшая актриса, приписываемую Катрин Денёв, и лучшая актриса второго плана (Доминика Бланк). В 1995 году в его картине «Французская женщина» (Une femme française) играют Эммануэль Беар, Даниэль Отёй и Жан-Клод Бриали.
В 1999 году он снова сотрудничал с Катрин Денёв в фильме Восток-Запад. В 2000-х годах он занялся совершенно другой тематикой. Он посвятил себя великим спортсменам, сняв картину «Сердца спортсменов» (Cœurs d’Athlètes), которая транслировались на канале France 2 в 2003 году. Он вернулся в кино в 2005 году с фильмом «Человек человеку» (Man to Man), в котором участвовали Джозеф Файнс и Кристин Скотт Томас. Затем он адаптирует триллер Фреда Варгаса «Уйди скорей и не спеши обратно», что заставляет его найти вьетнамскую актрису Линь Дан Фам, с которой он познакомился в Индокитае.
С 4 апреля 2007 года является членом Академии изящных искусств.
В декабре 2013 года он приступил к съемкам фильма Время признаний (Le Temps des aveux) в Сием Рипе (Камбоджа), экранизации книги Франсуа Бизо «Портал». Фильм представлен на Международном кинофестивале в Торонто в 2014 году.
В 2015 году он был назначен членом Экономического, социального и экологического совета.

## Избранная фильмография

### Режиссёр
- 1986 — Женщина моей жизни / La Femme de ma vie
- 1989 — Я в замке король / Je suis le seigneur du château
- 1992 — Индокитай / Indochine
- 1995 — Французская женщина / Une femme française
- 1995 — Люмьер и компания / Lumière et compagnie
- 1999 — Восток-Запад / Est-Ouest
- 2005 — Человек человеку / Man to Man
- 2007 — Семена смерти / Pars vite et reviens tard
- 2011 — Финишная прямая / La Ligne droite
- 2014 — Время признаний / Le Temps des aveux